# Topos literário
Na retórica grega clássica, topos, (plural: topoi, em grego clássico: τόπος, "lugar", elíptico para em grego clássico: τόπος κοινός tópos koinós, 'lugar comum'), em latim locus (de locus communis ), refere-se a um método para desenvolver argumentos.

## Significado e história
Topos é traduzido de várias maneiras como "tópico", "temas", "linha de argumento" ou "lugar comum". Ernst Robert Curtius estudou topoi como "lugares-comuns", temas comuns a oradores e escritores que os reelaboraram de acordo com a ocasião, por exemplo, na antiguidade clássica a observação de que "todos devem morrer" era um topos na oratória consoladora, pois ao enfrentar a morte o o conhecimento de que a morte chega até aos grandes homens traz conforto. Curtius também discutiu os topoi na invocação da natureza (céu, mares, animais, etc.) para vários propósitos retóricos, como testemunhar um juramento, regozijar-se ou louvar a Deus, ou lamentar com o orador.

## Listas de temas
Alguns exemplos de topoi são os seguintes:
- o locus amoenus (por exemplo, o mundo imaginário de Arcádia) e o locus horridus (por exemplo, o Inferno de Dante);
- o idílio
- poesia de cemitério;
- amor e morte (em grego, eros e thanatos), amor como doença e amor como morte;
- amor guerreiro, amor como homenagem, amor doloroso;
- o mundo revirado de cabeça para baixo;
- a noite perigosa;
- a caçada infernal
- afasia, por exemplo na presença da mulher amada
- o descensus ad inferos, ou catábase grega
- a busca desesperada por algo, ou quête em francês;
- a idade de ouro;
- O nostos: a viagem de regresso à pátria
- híbris